# Vesgre
La Vesgre è un fiume francese che scorre nei dipartimenti di Yvelines, nella regione dell'Île-de-France, e dell'Eure-et-Loir, nella regione del Centro-Valle della Loira. Non deve essere confuso con il quasi omonimo fiume Vègre, che scorre nel dipartimento della Sarthe. È quindi un subaffluente della Senna attraverso l'Eure.

## Geografia

### Percorso
La Vesgre nasce a Saint-Léger-en-Yvelines e dopo un percorso di 45 km, confluisce nella Eure, alla sua riva destra, a La Chaussée-d'Ivry, a 57 metri d'altitudine.
Il suo corso è subito orientato verso ovest, piega verso nordovest a partire da Condé-sur-Vesgre, poi direttamente verso nord a partire da Boncourt, poco prima di congiungersi all'Eure. 
La lunghezza del suo corso nelle Yvelines è di 23,1 km e di 22,9 km nell'Eure-et-Loir.

### Comuni attraversati
Nei due dipartimenti dell'Eure-et-Loir e di Yvelines, la Vesgre attraversa quindici comuni, di cui sette nell'Yvelines e otto nell'Eure-et-Loir.

#### Comuni dell'Yvelines
Saint-Léger-en-Yvelines (sorgente), Adainville, Condé-sur-Vesgre, Bourdonné, Gambais, Maulette, Houdan.

#### Comuni dell'Eure-et-Loir
Da monte verso valle: Goussainville, Saint-Lubin-de-la-Haye, Berchères-sur-Vesgre, Saint-Ouen-Marchefroy, Rouvres, Boncourt, Oulins, La Chaussée-d'Ivry (confluenza).

### Affluenti
I suoi principali affluenti sono:
- alla riva destra:
  - torrente dei Ponts Quentin (15 km), emissario delle paludi di Hollande, le cui acque confluiscono in quelle della Vesgre nel comune di Gambais;
  - il Sausseron (4,6 km), che nasce nella località detta Saulx-Richebourg, nel comune di Richebourg, e si congiunge alla Vesgre all'ingresso di Houdan ;
- alla riva sinistra :
  - l'Opton (16 km), che nasce a La Hauteville a 170  metri d'altitudine e confluisce nella Vesgre all'uscita di Houdan nel parco dell'ospedale, a 90 m d'altitudine, con una pendenza media del 4,7 ‰.